# КК Махрам Техеран
КК Махрам Техеран (енгл. Mahram Tehran BC) је ирански кошаркашки клуб из Техерана. Тренутно се такмичи у Суперлиги Ирана.

## Успеси

### Национални
- Првенство Ирана:
  - Првак (6): 2008, 2009, 2010, 2011, 2012, 2015.
  - Вицепрвак (2): 2013, 2014.

### Међународни
- Азијски куп:
  - Првак (2): 2009, 2010.
  - Вицепрвак (1): 2011.
- Северноазијска лига:
  - Првак (4): 2009, 2010, 2012, 2014.

## Познатији играчи
- Небојша Богавац
- Ратко Варда
- Миле Илић
- Хамед Хадади